# 2009 à Monaco
Cet article présente les faits marquants de l'année 2009 à Monaco.

## Évènements

### Janvier
- Jeudi 8 janvier 2009 : selon le chef du gouvernement Jean-Paul Proust, la principauté a enregistré en 2008 une croissance de 10 % malgré la crise. Cette croissance du chiffre d'affaires a profité à tous les secteurs de la principauté et en particulier à la place financière, qui a enregistré une croissance de 15 %. Les recettes du budget exécuté de l'État ont été en augmentation de 14 %. Les ressources de TVA ont légèrement fléchi et la fréquentation des hôtels et restaurants lors des fêtes de fin d'année a diminué de 10 % par rapport à l'année précédente. Le gouvernement a mis en place le mois dernier un plan d'aide aux entreprises industrielles : garanties partielles pour les financements bancaires, aides en vue de l'étalement des cotisations sociales, aides pour permettre aux entreprises de ne pas recourir au chômage. Un important programme de chantiers est en cours ou va démarrer pour soutenir l'activité, mais la principauté avait annoncé début décembre l'arrêt de l'important projet d'extension en mer, dont le coût était estimé entre 5 et 10 milliards d'euros, en raison de la crise économique et de garanties insuffisantes pour l'environnement[1].

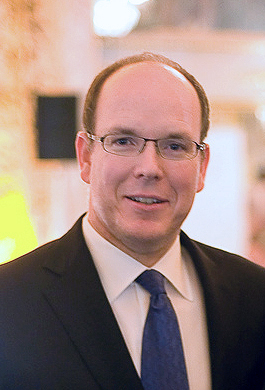
Albert II de Monaco (novembre 2008)

- Mercredi 14 janvier 2009 : le prince Albert de Monaco est arrivé au pôle Sud, accompagné  de l'aventurier Mike Horn. Un avion avait déposé le souverain, son équipe et un médecin, sur un plateau à 2,800 mètres d'altitude, pour terminer avec Mike Horn sa traversée de l'Antarctique en traîneau. Deux jours sur des skis de randonnée par des températures allant jusqu'à moins 40 degrés. Après une petite cérémonie et une série de photos, le souverain s'est rendu sur la base américaine Amundsen-Scott située à 300 mètres du Pôle sud. Dans cette station de recherche immense, 250 personnes travaillent l'été, 55 l'hiver, et près d'une trentaine de projets scientifiques sont développés dont le projet de recherche astronomique Ice Cube.

- Dimanche 19 avril 2009 : le tournoi de tennis de Monte-Carlo est remporté pour la cinquième année consécutive par l'espagnol Rafael Nadal.

### Mai
- Dimanche 24 mai 2009 : le Grand prix de Monaco de Formule 1 est remporté par le Britannique Jenson Button (Brawn GP).

### Juin
- Jeudi 4 juin 2009 : à l'appel de l'Union des syndicats de Monaco, 210 personnes se sont rassemblées pour la défense des industries monégasques frappées par la crise, et de l'emploi. Plusieurs entreprises seraient en cours de fermeture ou de réduction de leur site monégasque (Innoge, Lancaster, Biotherm). Monaco a connu ces derniers mois plusieurs mouvements sociaux significatifs traduisant l'inquiétude des salariés pour l'avenir du secteur industriel en principauté ainsi qu'un mécontentement récurrent à l'égard de plusieurs dispositions du droit du travail[2].

- Vendredi 19 juin 2009 :
  - Les casinos de Monaco sont frappés par la crise économique et l'entrée en vigueur de l'interdiction de fumer dans les lieux publics de la principauté. Les jeux ont enregistré, durant l'exercice 2008-2009, un chiffre d'affaires en recul de 19 %, à 210,7 millions d'euros contre 259,6 millions lors de l'exercice précédent.
  - Un important membre du réseau international de voleurs de bijoux, les « Pink Panthers », est arrêté alors qu'il stationnait en voiture sur la place du casino de Monte-Carlo où sont installées de nombreuses bijouteries. Sur cette même place, avaient été arrêtés en octobre 2008 deux autres membres des « Pink Panthers », vraisemblablement « en repérage » avant un forfait, et recherchés pour des braquages à l'étranger.

### Juillet
- Vendredi 24 juillet 2009 : le parlement a adopté une nouvelle loi contre le blanchiment de capitaux, le financement du terrorisme et la corruption afin de se « mettre en conformité avec les standards internationaux » (Groupe d'action financière internationale et Conseil de l'Europe). La nouvelle loi s'articule autour de plusieurs orientations: la définition des obligations d'identification et de vérification de la clientèle auxquelles sont tenues certaines catégories professionnelles, l'adaptation du degré de vigilance à la gravité du risque de blanchiment et un renforcement de l'arsenal répressif.